# Stephen Schanuel
Stephen H. Schanuel (St. Louis, Missouri, 14 de julho de 1933 — Jacksonville, 21 de julho de 2014) foi um matemático estadunidense.
Trabalhou nos campos da álgebra abstrata e teoria dos números, mais especificamente teoria das categorias e teoria da medida.
Enquanto estudante de pós-graduação na Universidade de Chicago, descobriu o lema de Schanuel, lema este essencial em álgebra homológica. Schanuel obteve o doutorado em matemática na Universidade Columbia em 1963, orientado por Serge Lang. Pouco tempo depois estabeleceu uma conjectura no campo da teoria transcendental que permanece um fundamental problema aberto na atualidade. Foi professor de matemática da Universidade de Buffalo.